# Tanggungan (Ngraho)
Tanggungan is een bestuurslaag in het regentschap Bojonegoro van de provincie Oost-Java, Indonesië. Tanggungan telt 2762 inwoners (volkstelling 2010).